# Пап Діакате
Пап Маліку́ Діакате́ (фр. Pape Malickou Diakhaté; нар. 21 червня 1984, Дакар, Сенегал) — сенегальський футболіст, захисник. Грав за збірну Сенегалу. Має подвійне громадянство (Сенегалу і Франції).

## Біографія
До юнацької академії «Нансі» потрапив після того, як селекціонери помітили здібного хлопця в іграх юніорської збірної Сенегалу (U-15). Одним із тренерів юнаків у «Нансі» був відомий радянський футболіст 1980-х років Олександр Заваров. У сезоні 2001/02 сенегалець дебютував у головній команді, яка тоді виступала в Лізі 2 (відповідник української 1-ї ліги). Став футболістом основного складу, допоміг команді вийти до найвищого дивізіону Франції та вибороти путівку до Кубка УЄФА.

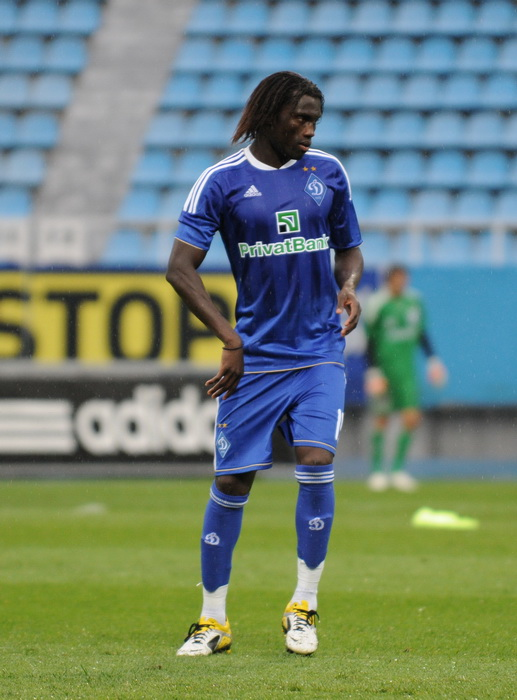
Пап Діакате у складі «Динамо». 2011 рік

Влітку 2007 року перейшов до київського «Динамо». У першому сезоні в Україні виступав під номером «3», потім зазнав травми, пропустив ряд важливих ігор і вирішив змінити номер на «15» — дату народження дружини.
16 грудня 2009 року був відданий керівництвом київського Динамо в оренду на 6 місяців до французького «Сент-Етьєнна» з опцією викупу прав на футболіста за 8,5 мільйона євро. Після завершення строку оренди, керівники «Сент-Етьєнна» всіма силами прагнули зберегти сенегальця, але переговори з «Динамо» (Київ) не увінчалися успіхом. Кияни залишилися тверді у своїх запитах, тим більше що цілий ряд французьких, німецьких і англійських клубів також проявляв інтерес до футболіста.
Після повернення до України захисник майже відразу, 31 серпня 2010 року, був відданий в оренду в «Олімпік» (Ліон), за який він виступатиме до 30 червня 2011 року.
Після завершення орендної згоди в Ліоні Пап повернувся до Динамо, одразу ж потрапивши в основний склад на матч за СуперКубок, в якому він забив 2-й м'яч у ворота донецького Шахтаря. Але провівши 9 із 12 поєдинків, у серпні 2011 року Діакате перейшов до клубу «Гранада», що виступає в іспанській «Прімері».

## Цікаві факти
- Еталон захисника для Діакате — Паоло Мальдіні
- Заснував фонд, який допомагає бідним дітям у Сенегалі.

## Титули і досягнення
- Володар Кубка французької ліги (1):

«Нансі»: 2005-06
- Володар Кубка України (1):

«Динамо»: 2006-07
- Володар Суперкубка України (3):

«Динамо»: 2007, 2009, 2011
- Чемпіон України (1):

«Динамо»: 2008-09